# Werner Treichel
Werner Treichel (* 14. Januar 1921; † 3. März 1978) war ein deutscher Fußballschiedsrichter.
Der hauptberuflich als Angestellter bei der Bundesversicherungsanstalt für Angestellte tätige Treichel wurde von 1957 bis 1966 beim DFB als FIFA-Schiedsrichter geführt. Von 1957 bis 1963 leitete er dabei sechs Länderspiele, darunter zwei Einsätze bei der Qualifikation zur Fußball-Weltmeisterschaft 1958.
Auf internationaler Ebene leitete er auch einige Begegnungen in den Anfangsjahren der Europapokalwettbewerbe.
In den Jahren vor der Einführung der Bundesliga kam er zu elf Einsätzen bei Meisterschaftsendrunden. Zwischen 1963 und 1966 leitete er 20 Bundesligaspiele.
Als besondere Ehre ist es anzusehen, dass er 1955 und 1958 gleich zweimal mit der Leitung eines DFB-Pokalendspieles betraut wurde. Nur Albert Dusch, Gerhard Schulenburg und zuletzt Herbert Fandel hatten ebenso das Privileg, bei mehr als einem deutschen Pokalendspiel zu obwalten.
1964 leitete er auch das Endspiel der Deutschen Amateurmeisterschaft, welches die Amateure von Hannover 96 in Hagen mit 2:0 gegen den SV Wiesbaden gewannen.
Im August 1966 pfiff er bei einem Freundschaftsspiel zur Saisonvorbereitung des Hamburger SV gegen den Londoner FC Chelsea im Volksparkstadion ein letztes Mal. Die Gastgeber gewannen die Partie mit 3:1.

## Funktionär
1950 war Werner Treichel Mitbegründer der Schiedsrichterlehrgemeinschaft Charlottenburg, der er bis 1965 vorstand. 1955 wurde er zum Vorsitzenden des Berliner Schiedsrichtervereins gewählt. 1964 gehörte er neben dem Bayreuther Hans Ebersberger und Johannes Malka aus Herten zu den Gründungsmitgliedern des DFB-Lehrstabes.
In den 1970er Jahren war er bis zu seinem Ableben Schiedsrichterobmann des Deutschen Fußball-Bundes. Er verstarb im März 1978 unerwartet an den Folgen einer Darmoperation.
In der Literatur ist von ihm im von Carl Koppehel herausgegebenen Fußball-Jahrbuch 1958 ein Beitrag zu finden. Gemeinsam mit Koppehel zeichnet er auch als Autor der 9. Auflage von Der Schiedsrichter im Fussball, die 1977 im Rahmen der Schriftenreihe des DFB veröffentlicht wurde.